# Adelgunde Auguste von Bayern

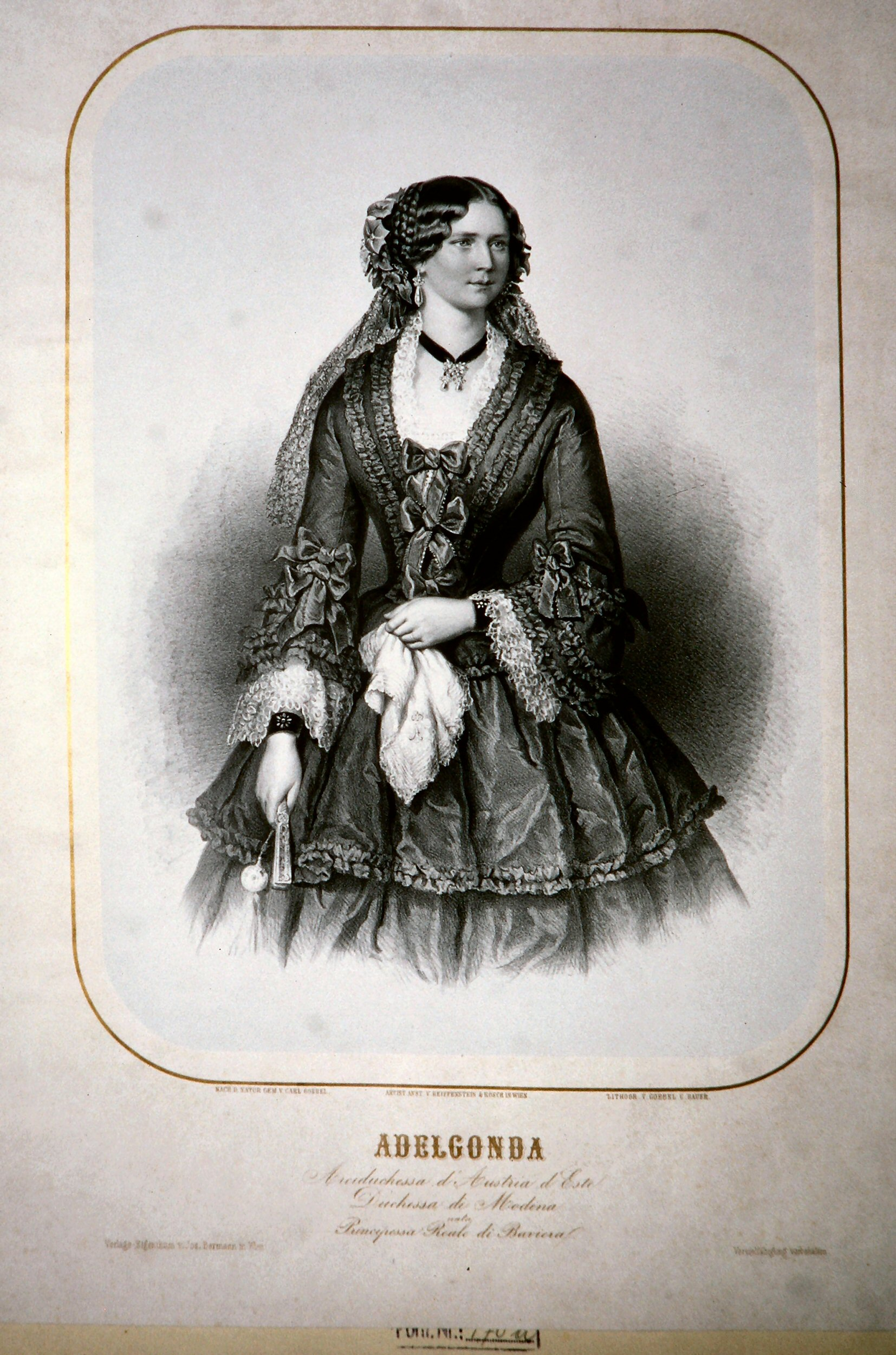
Adelgunde von Bayern, Lithographie von Carl Goebel

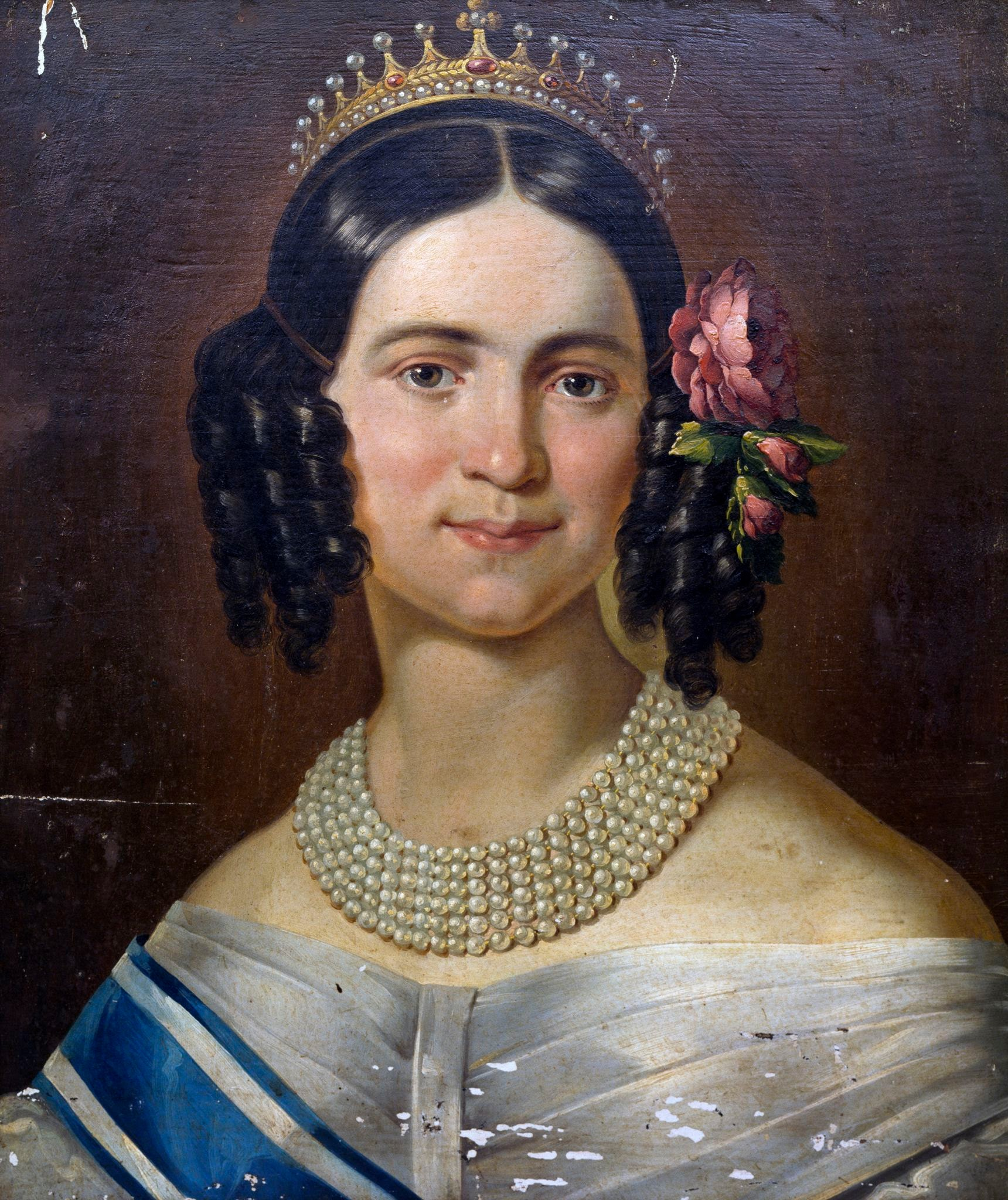
Adelgunde Auguste von Bayern

Adelgunde Auguste Charlotte Caroline Elisabeth Amalie Marie Sophie Luise von Bayern (* 19. März 1823 in Würzburg; † 28. Oktober 1914 in München) war eine Prinzessin von Bayern sowie von 1846 bis 1859 Herzogin von Modena.

## Leben

Franz V., Herzog von Modena, und seine Gemahlin Adelgunde von Bayern

Adelgunde war eine Tochter des späteren Königs Ludwig I. von Bayern und der Prinzessin Therese von Sachsen-Hildburghausen. Sie erhielt eine religiös-katholische Erziehung.
Um ihre Hand bewarben sich Adlige aus Frankreich, Coburg und Nassau. Sie heiratete jedoch am 30. März 1842 in München Erzherzog Franz V. von Österreich-Este, einen Sohn von Erzherzog Franz IV. von Österreich-Este und Maria Beatrice di Savoia, Prinzessin von Savoyen. Franz V. war seit 1846 der letzte regierende Herzog von Modena-Este und musste aufgrund der italienischen Einigung 1859 abdanken.
Nach dem Tod ihres Gatten im November 1875 wohnte Adelgunde im Wiener Palais Modena in der Beatrixgasse 29, ferner im Schloss Wildenwart im Chiemgau, das sie mit ihrem Mann 1862 erworben hatte, und gelegentlich auf Schloss Sárvár in Ungarn. 
Als ihr Bruder Luitpold 1886 die Regentschaft in Bayern übernahm, wurde sie als „Tante Modena“ die graue Eminenz bei Hofe und lebte zumeist bei ihm in der Münchner Residenz. Sie hatte großen Einfluss auf ihren Bruder und übernahm alle familiären und gesellschaftlichen Verpflichtungen einer ersten Dame im Staat, besonders ab 1889 nach dem Tode ihrer Schwägerin, der Königinmutter Marie. Als gefürchtete Persönlichkeit wurde Adelgunde von bayerischen Ministern misstrauisch beäugt. Nebenbei förderte sie auch den Einfluss des Wiener Hofes in München. Der Adoptivsohn ihres Mannes, Erzherzog-Thronfolger Franz Ferdinand von Österreich-Este, hatte zwar 1877 das Palais Modena geerbt, musste aber im obersten Stock leben, da Adelgunde ihm trotz ihrer Abwesenheit bis zu ihrem Lebensende nie die Bel étage überließ, in der sie ein Wohnrecht hatte.
Adelgunde starb 1914 mit 91 Jahren und ist in der Ferdinandsgruft in Wien beigesetzt. Die Schlösser Wildenwart und Sárvár vererbte sie ihrem Neffen, König Ludwig III.

## Nachkommen
- Anna Beatrice (1848–1849)

## Ahnentafel
| Ahnentafel von Adelgunde Auguste von Bayern | Ahnentafel von Adelgunde Auguste von Bayern                                                                              | Ahnentafel von Adelgunde Auguste von Bayern                                                                              | Ahnentafel von Adelgunde Auguste von Bayern                                                                               | Ahnentafel von Adelgunde Auguste von Bayern                                                                               | Ahnentafel von Adelgunde Auguste von Bayern                                                                                      | Ahnentafel von Adelgunde Auguste von Bayern                                                                                      | Ahnentafel von Adelgunde Auguste von Bayern                                                                                  | Ahnentafel von Adelgunde Auguste von Bayern                                                                                  |
| ------------------------------------------- | --- | --- | --- | --- | --- | --- | --- | --- |
| Ururgroßeltern                              | Herzog Christian III. von Pfalz-Zweibrücken (1674–1735) ⚭ 1719 Karoline von Nassau-Saarbrücken (1704–1774)               | Joseph Karl von Pfalz-Sulzbach (1694–1729) ⚭ 1717 Elisabeth Auguste Sofie von der Pfalz (1693–1728)                      | Landgraf Ludwig VIII. von Hessen-Darmstadt (1691–1768) ⚭ 1717 Charlotte von Hanau-Lichtenberg (1700–1726)                 | Graf Christian Carl Reinhard von Leiningen-Dagsburg (1695–1766) ⚭ 1726 Katharina Polyxena von Solms-Rödelheim (1702–1765) | Herzog Ernst Friedrich II. von Sachsen-Hildburghausen (1707–1745) ⚭ 1726 Caroline von Erbach (1700–1758)                         | Herzog Ernst August I. von Sachsen-Weimar-Eisenach (1688–1748) ⚭ 1734 Sophie Charlotte von Brandenburg-Bayreuth (1713–1747)      | Karl zu Mecklenburg (1708–1752) ⚭ 1735 Elisabeth Albertine von Sachsen-Hildburghausen (1713–1761)                            | Georg Wilhelm von Hessen-Darmstadt (1722–1782) ⚭ 1748 Maria Luise Albertine zu Leiningen-Dagsburg-Falkenburg (1729–1818)     |
| Urgroßeltern                                | Herzog Friedrich Michael von Pfalz-Birkenfeld (1724–1767) ⚭ 1746 Maria Franziska Dorothea von Pfalz-Sulzbach (1724–1794) | Herzog Friedrich Michael von Pfalz-Birkenfeld (1724–1767) ⚭ 1746 Maria Franziska Dorothea von Pfalz-Sulzbach (1724–1794) | Georg Wilhelm von Hessen-Darmstadt (1722–1782) ⚭ 1748 Maria Luise Albertine von Leiningen-Dagsburg-Falkenburg (1729–1818) | Georg Wilhelm von Hessen-Darmstadt (1722–1782) ⚭ 1748 Maria Luise Albertine von Leiningen-Dagsburg-Falkenburg (1729–1818) | Herzog Ernst Friedrich III. Carl von Sachsen-Hildburghausen (1727–1780) ⚭ 1758 Ernestine von Sachsen-Weimar Eisenach (1740–1786) | Herzog Ernst Friedrich III. Carl von Sachsen-Hildburghausen (1727–1780) ⚭ 1758 Ernestine von Sachsen-Weimar Eisenach (1740–1786) | Großherzog Karl zu Mecklenburg-Strelitz (1741–1816) ⚭ 1768 Friederike Caroline Luise von Hessen-Darmstadt (1752–1782)        | Großherzog Karl zu Mecklenburg-Strelitz (1741–1816) ⚭ 1768 Friederike Caroline Luise von Hessen-Darmstadt (1752–1782)        |
| Großeltern                                  | König Maximilian I. Joseph (1756–1825) ⚭ 1785 Auguste Wilhelmine von Hessen-Darmstadt (1765–1796)                        | König Maximilian I. Joseph (1756–1825) ⚭ 1785 Auguste Wilhelmine von Hessen-Darmstadt (1765–1796)                        | König Maximilian I. Joseph (1756–1825) ⚭ 1785 Auguste Wilhelmine von Hessen-Darmstadt (1765–1796)                         | König Maximilian I. Joseph (1756–1825) ⚭ 1785 Auguste Wilhelmine von Hessen-Darmstadt (1765–1796)                         | Herzog Friedrich von Sachsen-Hildburghausen (1763–1834) ⚭ 1785 Charlotte Georgine Luise von Mecklenburg-Strelitz (1769–1818)     | Herzog Friedrich von Sachsen-Hildburghausen (1763–1834) ⚭ 1785 Charlotte Georgine Luise von Mecklenburg-Strelitz (1769–1818)     | Herzog Friedrich von Sachsen-Hildburghausen (1763–1834) ⚭ 1785 Charlotte Georgine Luise von Mecklenburg-Strelitz (1769–1818) | Herzog Friedrich von Sachsen-Hildburghausen (1763–1834) ⚭ 1785 Charlotte Georgine Luise von Mecklenburg-Strelitz (1769–1818) |
| Eltern                                      | König Ludwig I. (1786–1868) ⚭ 1810 Therese von Sachsen-Hildburghausen (1792–1854)                                        | König Ludwig I. (1786–1868) ⚭ 1810 Therese von Sachsen-Hildburghausen (1792–1854)                                        | König Ludwig I. (1786–1868) ⚭ 1810 Therese von Sachsen-Hildburghausen (1792–1854)                                         | König Ludwig I. (1786–1868) ⚭ 1810 Therese von Sachsen-Hildburghausen (1792–1854)                                         | König Ludwig I. (1786–1868) ⚭ 1810 Therese von Sachsen-Hildburghausen (1792–1854)                                                | König Ludwig I. (1786–1868) ⚭ 1810 Therese von Sachsen-Hildburghausen (1792–1854)                                                | König Ludwig I. (1786–1868) ⚭ 1810 Therese von Sachsen-Hildburghausen (1792–1854)                                            | König Ludwig I. (1786–1868) ⚭ 1810 Therese von Sachsen-Hildburghausen (1792–1854)                                            |
| Adelgunde Auguste von Bayern                | | | | | | | | |